# Скаренцио, Анджело
Анджело Скаренцио (итал. Angelo Scarenzio; 1 февраля 1831, Павия — 29 июня 1904, там же) — итальянский медик, педагог, профессор фармакологии Павийского университета.

## Биография
Воспитанник известного хирурга Луиджи Порта. С 1857 по 1859 год был главным хирургом в Мантуе.
Позже занялся педагогической деятельностью в области хирургической клиники. С 1861 года читал лекции по венерическим инфекционным заболеваниям, в частности, сифилидологии.
До своей смерти в 1904 году был заведующим кафедры хирургии Павийского университета.
Широкая известность А. Скаренцио связана, прежде всего, с открытием им в 1864 г. лечения сифилиса подкожным методом с применением каломели, метода, который он разработал обусловлен концепцией обеспечения организма, одним или очень немногими применениями лекарственного средства, для излечения от болезни. Инъекции каломели на протяжении десятилетий, до открытия Пауля Эрлиха химиотерапевтического лекарства «Сальварсан», считались наиболее эффективным методом лечения сифилиса.
А. Скаренцио, как опытный хирург, интересовался также косметической хирургией (ринопластика).
Автор труда «Лечение сифилиса по улучшенному методу Анджело Скаренцио, профессора Павианского университета» (Санкт-Петербург: журнал «Практическая медицина», 1893).